# Flora Ruchat-Roncati

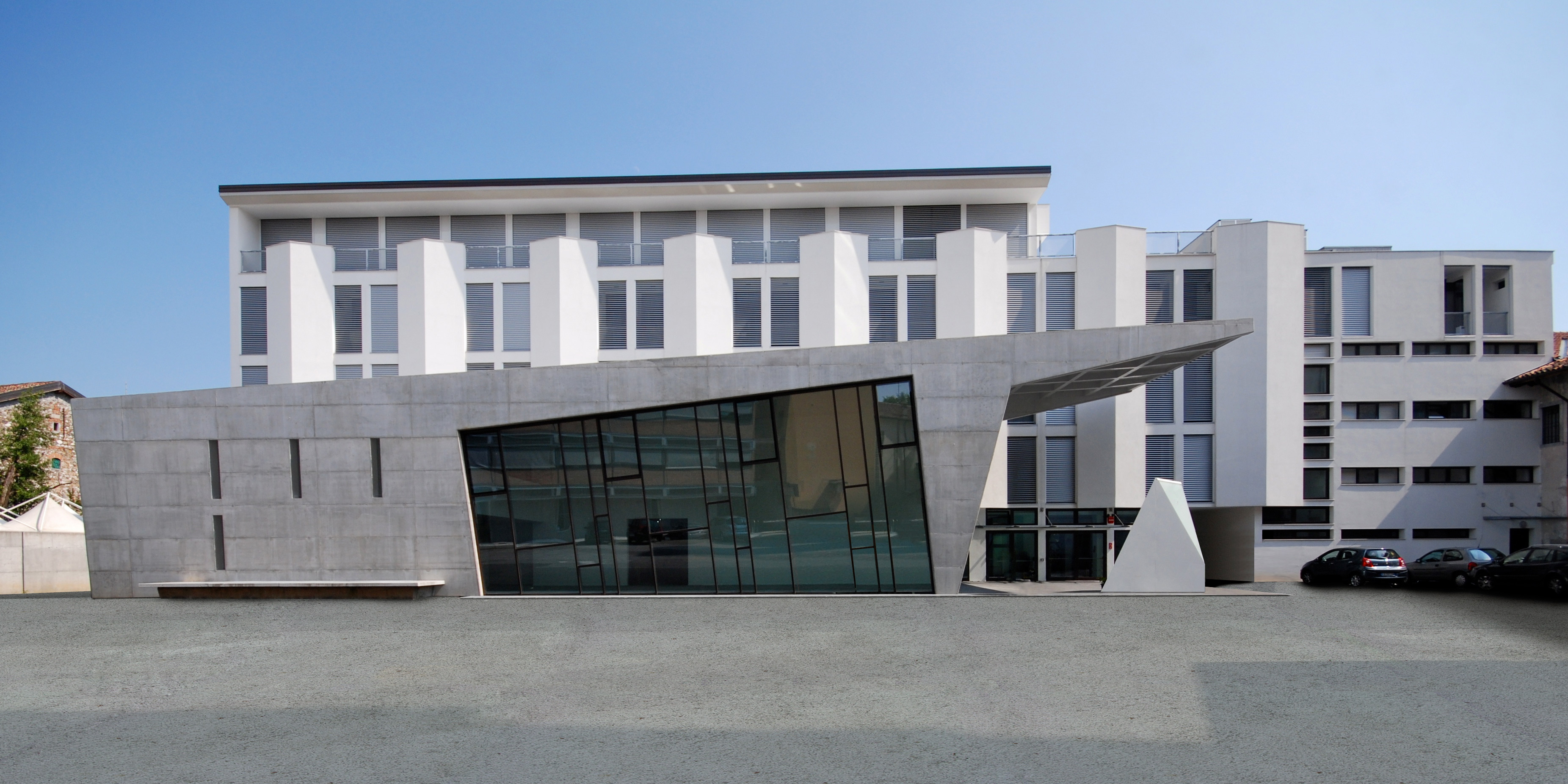
Flora Ruchat-Roncati y Carlo Toson, Residenza universitaria delle Grazie

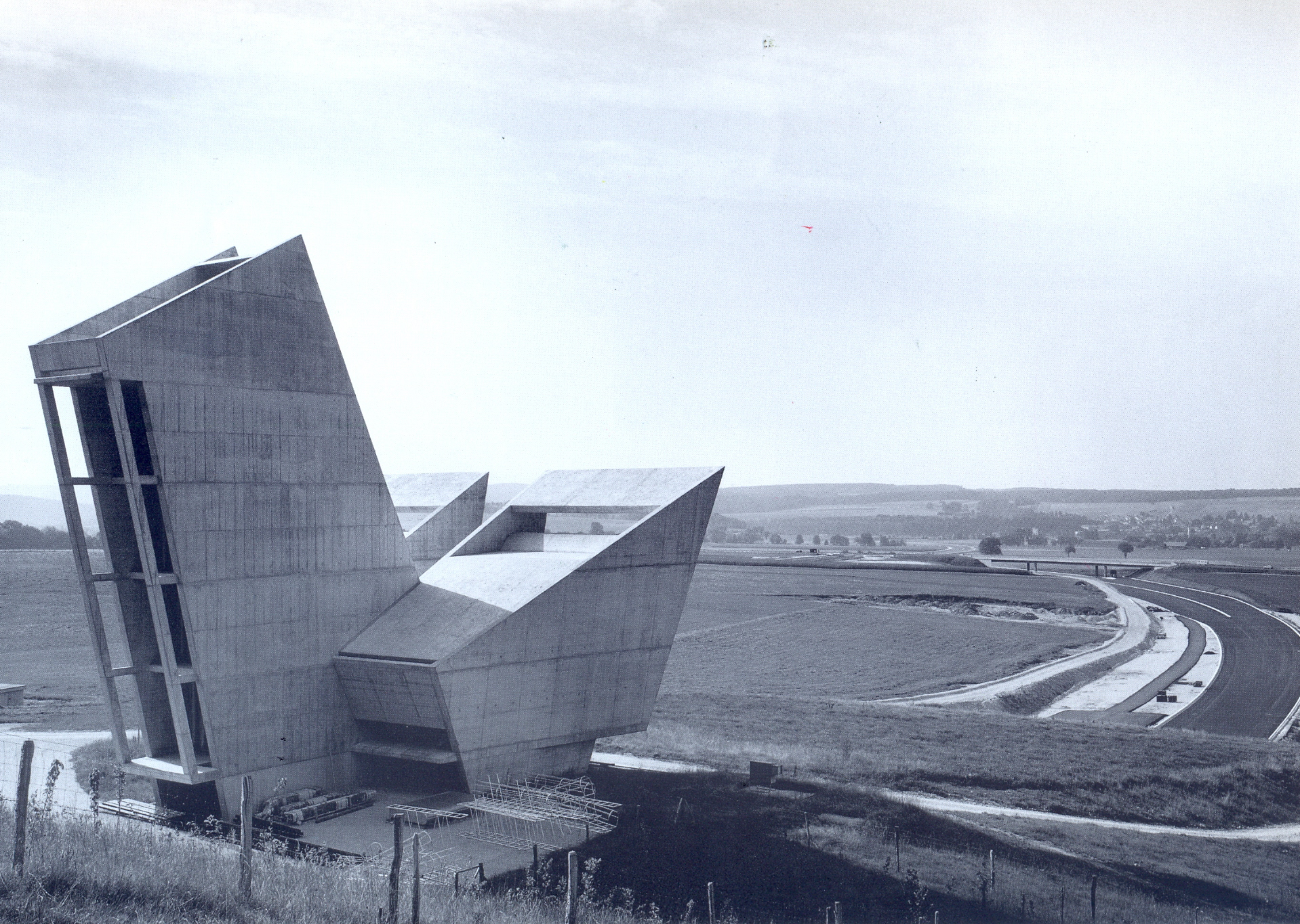
Flora Ruchat-Roncati, Estructura de hormigón en la autopista A16 Swiss Highway, 1989-1998

Flora Ruchat-Roncati, (Riva San Vitale, Suiza, 1937-24 de octubre de 2012) fue una arquitecta suiza representante de la denominada “Escuela de Ticino”. Su obra arquitectónica se fundamenta en la lectura del sitio y la realización de un balance entre el contexto urbano y rural.

## Primeros años
Estudió Arquitectura en el ETHZ (Escuela Politécnica Federal de Zúrich), de donde se graduó en 1960. Ese mismo año había decidido viajar junto a su familia a Costa de Marfil, estado africano recientemente independiente y que planteaba oportunidades para la joven familia. Lamentablemente antes del viaje pierde la vida su esposo André Ruchat, que era piloto, en un accidente aéreo; Flora junto con su hija enfrenta el desafío de su carrera profesional y académica en Suiza.

## Trayectoria
Entre 1962 y 1971 colabora con los arquitectos Aurelio Galfetti e Ivo Trümpy, junto a quienes diseña diversos proyectos en la zona de Ticino, destacando entre ellos las piscinas naturales de Bellinzona. La vieja villa de Bellinzona se une a la ville nouvelle, a través de una pasarela que pasa sobre las instalaciones de recreación acuática; un “paradigma de la arquitectura del territorio” según la describe Bruno Reichlin (en Menz, 2013). Giulio Ghirardi retrata el complejo de la siguiente forma: “La ruta de acceso está embebida en una estructura de concreto, que organiza el paisaje construido y el territorio, a través de una paseo peatonal elevado seis pies sobre el nivel del río, conectando visualmente el vacío valle de Ticino, el Castillo de Castelgrande, la ciudad, las montañas y el cielo. Todos los aspectos funcionales de las piscinas han sido resueltos subordinándolos a la visión espacial, la cual busca fusionar la ciudad con el río a través de una paso peatonal, una estructura que provee de carácter a la expansión de la ciudad, al paisaje proyectado, listo para acomodar nuevas actividades y funciones”.
En 1971 establece su propio estudio en Riva San Vitale (Ticino). En 1974 de la unión con el sindicalista y poeta friulano Leonardo Zanier nace Elisa. Al año siguiente se muda a Roma. Entre 1975 y 1985 trabaja tanto en Suiza como en Italia. Desplazándose entre Zúrich, Riva San Vitale, Delémont y Roma, Ruchat-Roncati desarrolló una “creatividad en movimiento”. En sintonía con los ideales sociales de muchos arquitectos comprometidos de los años 60’s y 70’s, diseña durante este tiempo numerosas escuelas en la región de Ticino; se involucra en el diseño de cooperativas de vivienda en Taranto, las cuales para ella significaron un “renacimiento de la ciudad”; en Roma participa en la competencia para el diseño urbano del barrio Testaccio, así como el Plan Urbano de Riva San Vitale, su ciudad natal.
Paralelo a esta intensa actividad profesional, Rochat-Roncati inicia una destacada carrera académica, no sin vencer antes varios obstáculos. En 1977 enseña Teoría de la Arquitectura en la Universidad de Reggio Calabria. El ETHZ (su Alma Mater), predominantemente masculino y tecnológico, se opone a su contratación, sin embargo partiendo como conferencista invitada llega finalmente, en 1985, a ser la Profesora encargada de la cátedra de Arquitectura y Diseño, lo que la convirtió en la primera mujer Professor en el ETHZ. Fue además conferencista invitada en diversas universidades, entre las que destacan: Syracuse University (1980), Cornell University (1980), Universidad de Florencia (1982), Bouakedemie Amsterdam (1983), la Universidad de La Sapienza de Roma (1979/2000).
Entre 1989 y 1998 colabora con diversos arquitectos como: Renato Salvi junto a quien diseña las infraestructuras de la carretera Transjurana; y con Dolf Schnebli y Tobias Ammann con quienes trabaja en las sedes del banco UBS en Manno y Lugano.